# 維亞佐韋 (科諾托普區)
51°12′41″N 33°22′48″E / 51.21139°N 33.38000°E

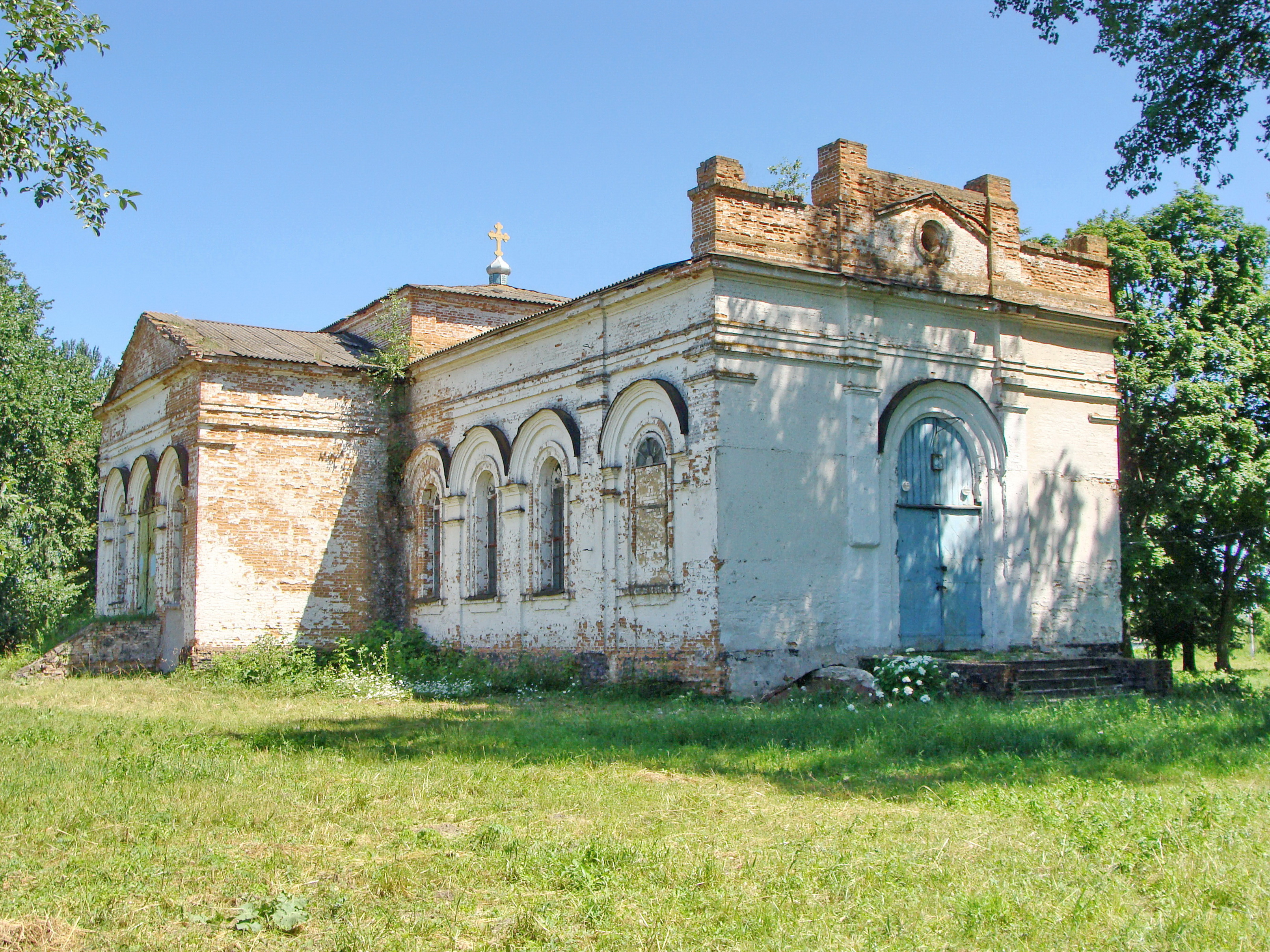
维亚佐韦村的教堂

弗亞佐韋（烏克蘭語：В'язове）是位於烏克蘭東北部的村莊，由蘇梅州科諾托普區的杜博夫亞濟夫卡市鎮負責管轄。該村處於葉祖奇河左岸，分別距離杜賓卡2公里和日海利夫卡1公里，海拔高度144米，2001年人口988。